# Кронцелево
Кронцелево или Кронцелово (на гръцки: Κερασιά, официално Κερασιές Керасиес, до 1926 година Κροντσέλοβον, Кронцеловон) е село в Република Гърция, в дем Воден, област Централна Македония с 455 жители (2001).

## География
Селото е разположено на 700 m надморска височина в югоизточните склонове на Каймакчалан.

## История

### В Османската империя
Църквата „Свети Димитър“ е от 1800 година.
В 1866 година в Кронцелево е открито българско училище. В „Етнография на вилаетите Адрианопол, Монастир и Салоника“, издадена в Константинопол в 1878 година и отразяваща статистиката на населението от 1873 година, Грунцелово (Grountzelovo) е посочено като село във Воденска каза със 120 къщи и 375 жители българи и 170 помаци.
След окупацията на Босна и Херцеговина от Австро-Унгария, в 1879 година османските власти заселват в чисто българското село бежанци босненски мюсюлмани.
Според Стефан Веркович към края на XIX век Кронцелево (Грунчел) е смесено българо-християнско и българо-мохамеданско селище с мъжко население 175 души и 44 домакинства. Съгласно статистиката на Васил Кънчов („Македония. Етнография и статистика“) към 1900 година в Кронцелево живеят 300 българи християни и 280 българи мохамедани.
Селото е чисто екзархийско. По данни на секретаря на екзархията Димитър Мишев („La Macédoine et sa Population Chrétienne“) в 1905 година в Кронцелово (Krontzelovo) има 416 българи екзархисти и работи българско училище.
През октомври 1910 година селото пострадва по време на обезоръжителната акция на младотурците. На 22 октомври войска окупира селото и Ристо Крезов, Дине Крезов, Вани Миндев, Аламан Минов и Вани Минов са смазани от бой.
При избухването на Балканската война в 1912 година един човек от Кронцелево е доброволец в Македоно-одринското опълчение.

### В Гърция
През войната селото е окупирано от гръцки части и остава в Гърция след Междусъюзническата война.
Боривое Милоевич пише в 1921 година („Южна Македония“), че Кронцелево има 60 къщи славяни християни и 50 къщи славяни мохамедани.
Малкото мюсюлмани се изселват от селото в 1924 година по силата на Лозанския договор и на тяхно място идват 115 гърци бежанци. В 1928 година Кронцелево е представено като смесено местно-бежанско с 39 бежански семейства и 170 души бежанци. В 1928 година е прекръстено на Керасие, в превод Череши. В 1940 от 579 жители 500 са местни и 79 бежанци.
Селото силно пострадва от Гражданската война (1946 - 1949). Населението намалява - много от местните жители бягат в Югославия, а всички бежанци се изселват.
Селото произвежда много череши, откъдето идва и новото му гръцко име. Тъй като землището му е голямо и планинско, е развито и скотовъдството.
| Година    | 1913 | 1920 | 1928 | 1940 | 1951 | 1961 | 1971 | 1981 | 1991 | 2001 | 2011 | 2021 |
| --------- | ---- | ---- | ---- | ---- | ---- | ---- | ---- | ---- | ---- | ---- | ---- | ---- |
| Население | 311  | 488  | 474  | 579  | 338  | 422  | 378  | 374  | 451  | 455  | 473  | 458  |

## Личности
Родени в Кронцелево
- Атанас Диев, български революционер от ВМОРО[14]
- Вани Минов, български революционер от ВМОРО[14]
- Вани Търпанов, български революционер от ВМОРО[14]
- Георги Георгиев, български революционер от ВМОРО, секретар[14]
- Георги Диев, български революционер от ВМОРО, ръководител[14]
- Диме Митрев, български революционер от ВМОРО, четник на Никола Иванов[15]
- отец Димитър Попатанасов, български екзархийски свещеник, арестуван и убит от бой във Воден от гръцките окупационни власти[16]
- Дине Крезов, български революционер от ВМОРО[14]
- Дине Колов, български революционер от ВМОРО[14]
- Ефтим Пейов, български революционер от ВМОРО, селски войвода през 1902 година[14]
- Иван Шамарданов – Илинденски (1921 – 1948), гръцки комунистически партизанин
- Наси Георгиев, български революционер от ВМОРО[14]
- Никола Иванов - Кулиман (1887 – 1909), български революционер[14]
- Никола Чичо, български революционер, деец на ВМОРО, жив към 1918 г.[17]
- Ташо Атанасов (Танасов), български революционер от ВМОРО, четник на Никола Иванов[18]
- Ташо Диев, български революционер от ВМОРО[14]
- Ташо Пашалиев, български революционер от ВМОРО[14]
- Ташко Георгиевски (1935 - 2012), писател от Северна Македония
- Тръпче Пашалиев, български революционер от ВМОРО[14]
- Тръпче Стоянов, български революционер от ВМОРО[14]
- Туши Караиванов, български революционер от ВМОРО[14]
- Христо Чичов (1871 – ?), български революционер
- Чиче Сотиров, български революционер от ВМОРО[14]
- Чичо Диев, български революционер от ВМОРО[14]